# ロベル・コレア
ロベルト・"ロベル"・アントニオ・コレア・シルバ（Roberto "Rober" Antonio Correa Silva、1992年9月20日 - ）は、スペイン・バダホス出身のサッカー選手。SDエイバル所属。ポジションはディフェンダー。

## クラブ経歴
エストレマドゥーラ州バダホスに生まれ、2010年にラージョ・バジェカーノの下部組織に入団した。2011-12シーズンにラージョのリザーブチームでシニアデビュー。
2012年4月21日、ラ・リーガのスポルティング・デ・ヒホン戦でトップチームデビューを果たした。また、初先発となったFCバルセロナ戦ではオウンゴールを犯し、0-7での大敗に繋がるミスをしてしまった。
2013年7月11日、ラージョを退団し、RCDエスパニョールのリザーブチームと3年契約を交わした。2015年6月12日、2018年6月末まで契約を延長し、エスパニョールのトップチームへと昇格を決めた。
2016年6月20日、セグンダ・ディビシオンのエルチェCFに1シーズンの契約でレンタルされた。コレア自身はレギュラーとして活躍したが、エルチェは3部へと降格した。レンタルバック後、カディスCFにフリーで移籍した。
2019年7月5日、SDエイバルと3年契約を締結。